# Teleprogramy
Teleprogramy – ogólnopolski tygodnik z programem telewizyjnym, wydawanym przez Wydawnictwo Hippocampus od 26 maja 2003 do 16 marca 2020 oraz od 28 lipca 2025. Redaktorem naczelnym czasopisma był Janusz Feliks. Siedziba redakcji znajdował się w Warszawie przy ulicy Królowej Marysieńki 5b.

## Charakter czasopisma
Zawiera tygodniowy (od piątku do czwartku) program telewizyjny dla 40 stacji telewizyjnych, w tym prawie wszystkie z naziemniej telewizji cyfrowej (NTC). Oprócz treści dotyczących cotygodniowego repertuaru telewizyjnego zawiera również wywiady, informacje o „gwiazdach” i znanych osobistościach, przewodnik po hitach filmowych i serialach, relaks, a także opisy i recenzje wybranych hitów telewizyjnych. Ma 32 strony.